# Водећи узроци инвалидности
Водећи узроци инвалидности су катастрофални догађаји, као нпр тешка саобраћајна несрећа, и повреда на раду (која повређену особу оставља парализовану), али и друга стања као што су артритис, болови у леђима, болести срца, рак, депресија, шећерна болест, па чак и трудноћа и друга мање драматична стања која могу имати много тога заједничког са развојем инвалидности.
Као последица једног од водећих узрока инвалидности по оштећену особу могу да настану катастрофалне последице првенствено због губитка радне способности и сопствених прихода. Према истраживањима по настанку инвалидности због губитка радне способности, већина људи је само око 90 дана од банкрота, и зато водећи здравствени проблеми имају улогу у настанку више од 60% банкрота, и више од половине хипотека.

## Епидемиологија
Према епидемиолошким истраживањима спроведним у САД могућност да нека особа у Америци постане инвалид (пре него што оде у пензију) је једнан према три (или 1:4 до 20 године старости). То је нешто што је реалност и очекујућа појава не само у САД већ и у многим другим земљама света, пре свега због великог броја могућих ризика и узрока инвалидности чијом наглом појавом могу бити изненађене многе до тада здраве особе.
Колико је инвалидност широко распрострањен проблем и претња показује њен непрестани раст алармантном брзином. Више од 30 милиона Американаца (око 12% укупног становништва) између 21 и 64 су инвалиди. Више од 50% Америчких инвалида су у најпродуктивнијим годинама, од 18 до 64 према најновијем попису у САД, а око 2,3 милиона људи поднело је тужбе за остваривање права по основу инвалидности социјалном осигурању САД у 2008.
Карцином је, на глобалном нивоу у 21. веку, водећи узрочник настанка инвалидности, и са душевним и кардиоваскуларним обољењима збирно чини чак око 70% узрока настанка трајне инвалидности, односно губитка радне способности.

## Заједнички услови који изазивају инвалидност
Артритис и други мишићно скелетни проблеми
У ову групу према истраживањим спадају најчешћи узроци дугорочног (трајног) инвалидитета. Они чине чак трећину (28,5% у САД) свих случајева инвалидитета.
- Артритис је вероватно најчешћи и водећи појединачни узрок. Око један од троје људи наводи да артритис утиче на њихову способност да на нормалан начин обављају свој посао, у складу са њиховим стручним способностима.
- Мишићно зглобони проблеми су други узрок. Лоше стање леђа, костију, мишића, тетива кукова итд - такође су чести узроци инвалидитета, пре свега због ограничене покретљивости, деформитета тела и јаких болова.

Срчана обољења и мождани удар
Иако смо најчешће склони да мислимо о кардиоваскуларним болестима, у смислу наглог (акутног) медицинског догађаја - попут инфаркта или можданог удара - то су често хронично стање. Људи живе са срчаним обољењима већи број година или деценија. Зато она озбиљно могу да ограниче њихову способност да раде и нормално живе. Бројне студије процењују да срчана обољења у садашњем тренутку чини 13,1% инвалидности и 17% свих здравствених трошкова у САД.
Рак
Рак је најбрже растући узрок инвалидитета због непрестаног одражавања растуће стопе рака. Она такође може бити резултат ефикаснијег лечење..."Ми радимо медицинске чуда данас“, људи живе много дуже након постављања дијагнозе рака него што је то било некада..." Настанак инвалидитета, и умањена радна способност код рака је углавном последица онемогућавања адекватног третмана, хируршко лечење, зрачење, хемотерапије итд.
Поремећаји у менталном здрављу
Иако већина људи при помену инвалидност помислити на физичке узроке, проблеми у менталном здрављу могу да изазову тежак губитак радних и животних способности и од оболелих особа начине инвалиде. Депресија, биполарни поремећај, и други ментални поремећаји могу изазвати инвалидност као и било која телесна болест.
Депресија се јавља код особа свих полова, година, и порекла и према подацима СЗО она је водећи узрок инвалидности мерено YLDs и четврти водећи фактор глобалног оптерећења болестима (доказано уз помоћ (DALYs) показатеља) у 2000.
Тренутно, депресија је већ други узрок инвалидности на основу (DALYs) показатеља у старосним категоријама од 15 до 44 година за оба пола заједно. До 2020, пројектовано је да ће депресија да достигне 2. место на основу (DALYs) показатеља за све узрасте, оба пола.
Проблеми у менталном здрављу су најчешћи разлог сукоба инвалидних особа са социјалним осигурањем које понекад избегава да ове поремећаје прихвати као инвалидност.
Шећерна болест
Као узрок инвалидитета, шећерна болест непрестано и јако брзо расте. Заједно са гојазношћу, која је често повезана са овом болешћу настају бројне међусобно повезани озбиљни здравствени проблеми, као што су болести срца, нерава, крвних судова, гангрене удова, слепила итд.
Поремећаји нервног система
Ова категорија обухвата 13,7% инвалидности изазваних многобројним болестима нервног система - нпр. мултипла склероза, Паркинсонова болест, епилепсија, Алцхајмерова болест, тумори и друге болести које утичу на нормално функционисаањње мозга или нерава. мултипла склероза је водећи узрок инвалидности код млађих одраслих особа, старости између 20 и 40 година.
Трудноћа
Дуготрајна инвалидност проузрокована трудноћа је релативно ретка. Али зато код жене које по завршеној трудноћи и порођају могу настати привремени облици инвалидитета као последица компликација - као нпр постпарталне депресије, разни облици стреса итд.
Удеси-несреће
Иако истраживања показују да највећи број људи претпостављаа да су удеси-несреће највероватнији узрок инвалидитета, они су заправо узрок мање од 10% случајева инвалидитета. Ова категорија обухвата не само несреће код куће или на путу, већ и случајна тровања, удар грома итд.
Сметње у развоју
Око 8,4% инвалидности може бити последица сметњи у развоју деце, најчешће изазваних урођеним (наследним) болестима.